# شارلوت ميتشيل
شارلوت ميتشيل (بالإنجليزية: Charlotte Mitchell)‏ هي كاتبة سيناريو وممثلة بريطانية (وحملت سابقاً جنسية المملكة المتحدة لبريطانيا العظمى وأيرلندا)، ولدت في 23 يوليو 1926 في المملكة المتحدة، وتوفيت بنفس المكان في 2 مايو 2012 بسبب ذات الرئة.

## وصلات خارجية
- شارلوت ميتشيل على موقع IMDb (الإنجليزية)
- شارلوت ميتشيل على موقع ألو سيني (الفرنسية)
- شارلوت ميتشيل على موقع ميوزك برينز (الإنجليزية)
- شارلوت ميتشيل على موقع أول موفي (الإنجليزية)
- شارلوت ميتشيل على موقع قاعدة بيانات الفيلم (الإنجليزية)
- شارلوت ميتشيل على موقع كينوبويسك (الروسية)